# Radovnica
Radovnica (izvirno srbsko Радовница) je naselje v Srbiji, ki upravno spada pod Občino Trgovište; slednja pa je del Pčinjskega upravnega okraja.

## Demografija
V naselju živi 711 polnoletnih prebivalcev, pri čemer je njihova povprečna starost 34,9 let (33,7 pri moških in 36,1 pri ženskah). Naselje ima 299 gospodinjstev, pri čemer je povprečno število članov na gospodinjstvo 3,34.
To naselje je, glede na rezultate popisa iz leta 2002, večinoma srbsko.
|  |

| Demografija | Demografija     | Demografija     |
| Leto        | Št. prebivalcev | Št. prebivalcev |
| ----------- | --------------- | --------------- |
|             |                 |                 |
|             |                 |                 |
|             |                 |                 |
|             |                 |                 |
| 1948        | 1352            |                 |
| 1953        | 1397            |                 |
| 1961        | 1343            |                 |
| 1971        | 1284            |                 |
| 1981        | 1062            |                 |
| 1991        | 1041            | 1037            |
| 2002        | 999             | 998             |
|             |                 |                 |

| Etnična sestava po popisu iz leta 2002 | Etnična sestava po popisu iz leta 2002 | Etnična sestava po popisu iz leta 2002 | Etnična sestava po popisu iz leta 2002 | Etnična sestava po popisu iz leta 2002 |
| -------------------------------------- | -------------------------------------- | -------------------------------------- | -------------------------------------- | -------------------------------------- |
| Srbi                                   | Srbi                                   |                                        | 988                                    | 98,99%                                 |
| Bolgari                                | Bolgari                                |                                        | 7                                      | 0,70%                                  |
| Neznano                                | Neznano                                |                                        | 3                                      | 0,30%                                  |